# Ivànovka (Rostov)
Ivànovka - Ивановка (rus) - és un poble a l'óblast de Rostov, a Rússia, que en el cens del 2010 tenia 1.720 habitants, pertany al districte de Salsk.